# هوبير بست
هوبير بست (بالإنجليزية: Hubert Best)‏ هو عازف الأرغن بريطاني، ولد في 24 مارس 1952.